# София Баварская
София Фридерика Доротея Вильгельмина Баварская (нем. Sophie Friederike Dorothea Wilhelmine von Bayern; 27 января 1805[…], Мюнхен, Баварское курфюршество — 28 мая 1872, Вена) — принцесса Баварская, супруга эрцгерцога Австрийского Франца Карла, мать императора Франца Иосифа I.

## Биография
Дочь короля Баварии Максимилиана I и его второй жены Каролины Баденской. Сестра-близнец Марии Анны Баварской (1805—1877), королевы Саксонии, жены Фридриха Августа II.
Четвёртого ноября 1824 года София вышла замуж за Франца Карла, эрцгерцога Австрии, младшего сына императора Франца. У них родилось четверо сыновей и дочь.
Во времена правления брата её мужа, апатичного и неспособного к управлению государством императора Фердинанда I, Софию называли «единственным мужчиной при дворе». Её амбиции сделать своего самого старшего сына Франца Иосифа австрийским императором были постоянной темой в австрийской политике. Во время революции 1848 года она убедила своего мужа отказаться от своих прав на трон в пользу Франца Иосифа.
София также прославилась своими конфликтами с невесткой и племянницей императрицей Елизаветой в борьбе за влияние на Франца, что нашло отражение в нескольких художественных и музыкальных произведениях, где София изображается злым гением Елизаветы, стремящимся всячески разрушить жизнь невестки и не позволить ей по настоящему сблизиться с мужем.
После преждевременной смерти в 1832 году герцога Рейхштадтского (Наполеона II), племянника её мужа, ходили слухи о её любовной связи с ним и даже о том, что второй сын Софии Максимилиан, будущий император Мексики, на самом деле был сыном Наполеона II. Тем не менее, никаких доказательств связи Софии и Наполеона не обнаружено. София и Наполеон были очень хорошими друзьями, и его смерть произвела на Софию тяжёлое впечатление. Считается, что после этого она превратилась в холодную и честолюбивую женщину.
На протяжении большей части жизни София вела подробный дневник, в котором много говорится о жизни австрийского императорского двора. Она удалилась от общественной жизни после расстрела в Мексике своего второго сына Максимилиана. Умерла от пневмонии в 1872 году. Её имя носит дворец Жофин на Славянском острове в Праге.

## Дети
- Франц (18 августа 1830 — 21 ноября 1916), впоследствии император Австрии.
- Максимилиан (6 июля 1832 — 19 июня 1867), впоследствии император Мексики.
- Карл Людвиг (30 июля 1833 — 19 мая 1896), отец Франца Фердинанда и дед Карла I, последнего императора Австрии.
- Мария Анна (27 октября 1835 — 5 февраля 1840)
- Людвиг Виктор Австрийский (15 мая 1842 — 18 января 1919)

## Образ в кино
- «Сисси» (Австрия, 1955, реж. Э. Маришка) — актриса Вильма Дегишер
- «Сисси — молодая императрица» (Австрия, 1956, реж. Э. Маришка) — актриса Вильма Дегишер
- «Сисси. Трудные годы императрицы» (Австрия, 1957, реж. Э. Маришка) — актриса Вильма Дегишер
- «Наполеон II Орлёнок[фр.]» (Франция, 1961) — актриса Сабина Синьен[фр.]
- «Сиси — мятежная императрица» (Франция, 2004, реж. Ж. Верхак) — актриса Стефан Одран
- «Императрица Сисси» (Австрия-Германия-Италия, 2009, реж. К. Шварценбергер) — актриса Мартина Гедек
- «Сисси: Императрица Австрии» (Германия-Австрия, 2021, реж. Свен Бозе) — актриса Дезире Носбуш

### Образ в мультфильмах
- «Принцесса Сисси» (1997-1998) — Канада/Франция
- «Принцесса Сисси» (2015-2016) — Италия